# Wijken en buurten in Winterswijk
De Nederlandse gemeente Winterswijk is voor statistische doeleinden onderverdeeld in wijken en buurten. De gemeente is verdeeld in de volgende statistische wijken:
- Wijk 00 Stad (CBS-wijkcode:029400)
- Wijk 01 Land (CBS-wijkcode:029401)

Een statistische wijk kan bestaan uit meerdere buurten. Onderstaande tabel geeft de buurtindeling met kentallen volgens het Centraal Bureau voor de Statistiek (2008):
| CBS-buurtcode | Buurtnaam                                     | Inwonertal | Opp. totaal (ha) | Opp. land (ha) | Ligging                |
| ------------- | --------------------------------------------- | ---------- | ---------------- | -------------- | ---------------------- |
| BU02940000    | Centrale deel                                 | 3490       | 91               | 91             | Locatie in de gemeente |
| BU02940001    | Winterswijk-Zuidwest                          | 3360       | 203              | 203            | Locatie in de gemeente |
| BU02940002    | Winterswijk-Noordwest                         | 5460       | 194              | 194            | Locatie in de gemeente |
| BU02940003    | Winterswijk-Noordoost                         | 6540       | 148              | 148            | Locatie in de gemeente |
| BU02940004    | Winterswijk-Zuidoost                          | 4040       | 146              | 146            | Locatie in de gemeente |
| BU02940100    | Meddo                                         | 470        | 47               | 47             | Locatie in de gemeente |
| BU02940101    | Kotten                                        | 130        | 13               | 13             | Locatie in de gemeente |
| BU02940102    | Miste                                         | 120        | 14               | 14             | Locatie in de gemeente |
| BU02940103    | Verspreide huizen Brinkheurne en omgeving     | 610        | 1019             | 1015           | Locatie in de gemeente |
| BU02940104    | Verspreide huizen Meddo                       | 720        | 2152             | 2146           | Locatie in de gemeente |
| BU02940105    | Verspreide huizen ten noorden van Winterswijk | 380        | 856              | 826            | Locatie in de gemeente |
| BU02940106    | Verspreide huizen Ratum, Henxel, Huppel       | 1110       | 2923             | 2923           | Locatie in de gemeente |
| BU02940107    | Verspreide huizen Kotten                      | 610        | 1120             | 1120           | Locatie in de gemeente |
| BU02940108    | Woold                                         | 70         | 15               | 15             | Locatie in de gemeente |
| BU02940109    | Verspreide huizen Miste                       | 410        | 816              | 811            | Locatie in de gemeente |
| BU02940120    | Verspreide huizen Corle en omgeving           | 870        | 1877             | 1868           | Locatie in de gemeente |
| BU02940121    | Verspreide huizen Woold                       | 800        | 2246             | 2241           | Locatie in de gemeente |